# Bredbergen
Bredbergen är kullar i Finland.   De ligger i landskapet Nyland, i den södra delen av landet, 25 km väster om huvudstaden Helsingfors.